# Giuliano Victor de Paula
Giuliano Victor de Paula (Curitiba, 31 de mayo de 1990), conocido simplemente como Giuliano, es un futbolista brasileño. Juega de centrocampista en el Athletico Paranaense del Campeonato Brasileño de Serie B.

## Trayectoria
Nació en Curitiba, Estado de Paraná. Debuta con el Paraná Club equipo con el que desciende en la temporada 2007 pero donde fue uno de los más destacados siendo así contratado por el Internacional.

## Selección nacional
Giuliano jugó la Copa Mundial de Fútbol Sub-17 de 2007 en Corea del Sur. Disputó los 4 partidos de su selección convirtiendo 2 goles.
Además, se alzó con el Campeonato Sudamericano Sub-20 de 2009 totalizando 2 goles. Tiempo más tarde brillo en la Copa Mundial de Fútbol Sub-20 de 2009 siendo elegido como Balón de Bronce. En este torneo fue el capitán de Brasil, jugó 6 partidos y anotó 1 gol.

### Participaciones en Copas del Mundo
| Mundial                     | Sede          | Resultado        |
| --------------------------- | ------------- | ---------------- |
| Copa Mundial Sub-17 de 2007 | Corea del Sur | Octavos de final |
| Copa Mundial Sub-20 de 2009 | Egipto        | Subcampeón       |

## Clubes
| Club                        | País           | Año       |
| --------------------------- | -------------- | --------- |
| Paraná Clube                | Brasil         | 2007-2008 |
| S. C. Internacional         | Brasil         | 2009-2010 |
| F. C. Dnipro Dnipropetrovsk | Ucrania        | 2011-2014 |
| Grêmio F.-B. P. A.          | Brasil         | 2014-2016 |
| Zenit de San Petersburgo    | Rusia          | 2016-2017 |
| Fenerbahçe S. K.            | Turquía        | 2017-2018 |
| Al-Nassr F. C.              | Arabia Saudita | 2018-2020 |
| Estambul Başakşehir F. K.   | Turquía        | 2020-2021 |
| S. C. Corinthians           | Brasil         | 2021-2023 |
| Santos F. C.                | Brasil         | 2024-2025 |
| Athletico Paranaense        | Brasil         | 2025-     |

## Palmarés

### Títulos regionales
| Título                 | Club                | Estado             | Año  |
| ---------------------- | ------------------- | ------------------ | ---- |
| Taça Fernando Carvalho | S. C. Internacional | Río Grande del Sur | 2009 |
| Taça Fábio Koff        | S. C. Internacional | Río Grande del Sur | 2009 |
| Campeonato Gaúcho      | S. C. Internacional | Río Grande del Sur | 2009 |
| Taça Fábio Koff        | S. C. Internacional | Río Grande del Sur | 2010 |

### Títulos nacionales
| Título                      | Club           | País           | Año     |
| --------------------------- | -------------- | -------------- | ------- |
| Liga Profesional Saudí      | Al-Nassr F. C. | Arabia Saudita | 2018-19 |
| Supercopa de Arabia Saudita | Al-Nassr F. C. | Arabia Saudita | 2019    |
| Serie B                     | Santos F. C.   | Brasil         | 2024    |

### Títulos internacionales
| Título                         | Club (*)                   | Sede         | Año  |
| ------------------------------ | -------------------------- | ------------ | ---- |
| Campeonato Sudamericano Sub-17 | Selección de Brasil sub-17 | Ecuador      | 2007 |
| Campeonato Sudamericano Sub-20 | Selección de Brasil sub-20 | Venezuela    | 2009 |
| Copa Suruga Bank               | S. C. Internacional        | Ōita         | 2009 |
| Copa Libertadores              | S. C. Internacional        | Porto Alegre | 2010 |

(*) Incluyendo la selección.

### Distinciones individuales
| Distinción                                          | Año  |
| --------------------------------------------------- | ---- |
| Balón de Bronce de la Copa Mundial de Fútbol Sub-20 | 2009 |
| Mejor jugador de la Copa Libertadores               | 2010 |
| Parte del Equipo Ideal de América                   | 2010 |
| Goleador de la Copa de Brasil (5 goles)             | 2022 |